# 麥克阿瑟山
麥克阿瑟山是加拿大的山峰，由育空負責管轄，屬於聖埃利亞斯山脈的一部分，距離該國最高峰洛根山約11公里，海拔高度4,507米。

## 外部連結
- McArthur Peak on the Canadian Mountain Encyclopedia（页面存档备份，存于）